# Langenbruck BL
Langenbruck ist eine politische Gemeinde im Bezirk Waldenburg des Kantons Basel-Landschaft in der Schweiz.

## Geographie

Historisches Luftbild von Werner Friedli von 1947

Langenbruck, an der Grenze zum Kanton Solothurn, liegt im oberen Talabschnitt des Augstbachs, der das Gebiet südlich der Wasserscheide zur Dünnern hin entwässert. Vom Waldenburgertal ist es durch die Passhöhe am Oberen Hauenstein (734 m ü. M.) getrennt. Mit einer durchschnittlichen Höhenlage auf 704 m ü. M. ist Langenbruck die höchstgelegene Gemeinde des Kantons Basel-Landschaft.
Die Gemeinde grenzt im Westen und Norden an Waldenburg, im Norden an Oberdorf und Bennwil, im Norden und Osten an Eptingen. Entlang der Kantonsgrenze zwischen Baselland und Solothurn grenzt Langenbruck im Westen und Süden an Mümliswil-Ramiswil, im Süden an Holderbank SO und Egerkingen und im Osten an Hägendorf.

## Geschichte
Langenbruck, mundartlich «Langebrugg», wird als Villa Langebruccho 1145 erstmals urkundlich erwähnt. Die Geschichte des Passübergangs begann, als die Römer den Weg zur festen Strasse ausbauten, weil er als Verbindung zwischen den Städten Aventicum und Augusta Raurica wichtig geworden war. Durch das sumpfige Gelände bei Langenbruck führte eine Strasse aus Rundhölzern, die 1935 bei Ausgrabungen nachgewiesen wurden. Die Konstruktion diente dazu, Fuhrleute, Zugtiere und Karren besser über den morastigen Boden zu bringen. Deshalb erhielt dieser Wegabschnitt die Bezeichnung «Lange Brücke».
In einem Schreiben aus dem Jahre 1145 des Grafen Ludwig von Frohburg an die Mönche im Kloster Schönthal ist der Ortsname erstmals erwähnt. Später erscheint er in weiteren Urkunden der Grafen von Frohburg und anderer Aussteller mit verschiedenen Schreibweisen: Langebruccho, Langenbrucke, Langenbrucche, Langenbrugge, Langenbrugke, Langenbrug, Langenburg, Langenbrugg. 1422 als Langenbrugk in einer Urkunde, in der notariell die Hoheitsrechte der Herrschaft Waldenburg aufgezählt werden. Heinrich Hänger erwähnt den Namen auf althochdeutsch als Langun-bruggu.
Langenbruck war früher ein Luftkurort vor allem für Gäste aus Basel. Bekannt war der Ort für Skispringen auf der Erzenbergschanze und später auf den Sprungschanzen Freichelen. Heute noch gibt es in Bärenwil Skilifte und Langlaufloipen. In der Umgebung ist ein Wanderwegnetz von über 100 Kilometern Länge angelegt.
Das Kloster Schönthal, eine Gründung des Grafen Adalbero von Frohburg aus dem Jahr 1145, besitzt das älteste erhaltene romanische Portal in der Schweiz.

## Politik
Die Legislative der Gemeinde bildet die durch alle mündigen Bürgerinnen und Bürger gebildete Gemeindeversammlung.
Die Exekutive wird durch den fünfköpfigen Gemeinderat gebildet. Dem Gemeinderat steht der Gemeindepräsident vor, zur Zeit Hector Herzig (glp, Stand 2025).
Bei den Schweizer Parlamentswahlen 2023 betrugen die Wähleranteile in Langenbruck: SVP 44,0 % (2019 35,5 %), SP 19,3 % (17,1 %), Grüne 12,1 % (19,5 %), FDP 5,9 % (9,6 %), Mitte 5,6 % (6,2 %), glp 5,3 % (6,4 %), EVP 3,1 % (5,6 %), EDU 1,6 % (–).

## Weiler Bärenwil

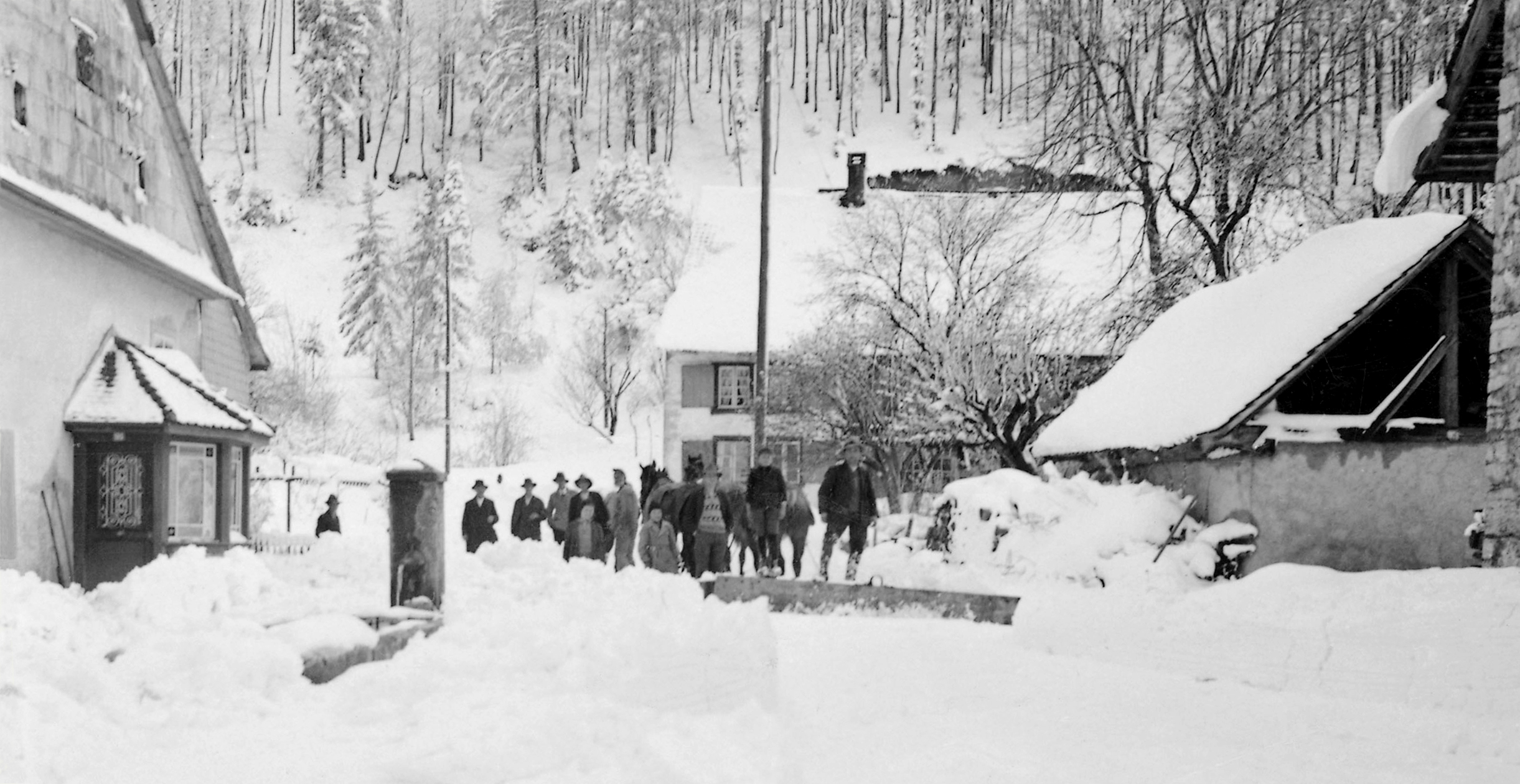
«Schnee schneutzen» 1936

Im südlichen Gemeindegebiet, unmittelbar angrenzend an den Kanton Solothurn (Solothurner Gemeinden Hägendorf, Egerkingen und Holderbank), liegt auf 778 m ü. M. der Weiler Bärenwil; dieser gehört zur politischen Gemeinde Langenbruck. Bärenwil wird im Jahre 1226 urkundlich erstmals erwähnt. Der Weiler besteht aus 11 Wohnhäusern mit insgesamt etwa 50 Einwohnern. In unmittelbarer Umgebung stehen zwei Höfe, nämlich das «Gotterbarm» und die «Leimen». Die «Buchmatt» unmittelbar östlich von Bärenwil liegt bereits im Kanton Solothurn. Im Gebiet nahe um Bärenwil sind – kantonsübergreifend betrachtet – seit 1872 insgesamt drei Aussenhöfe verschwunden, nämlich die Egerkinger «Stierenweid» durch Brand im Januar 1872, das Hägendörfer «Müllersbergli», nach 1876 abgebrochen, sowie der Langenbrucker «Spalen», abgebrochen 1963.

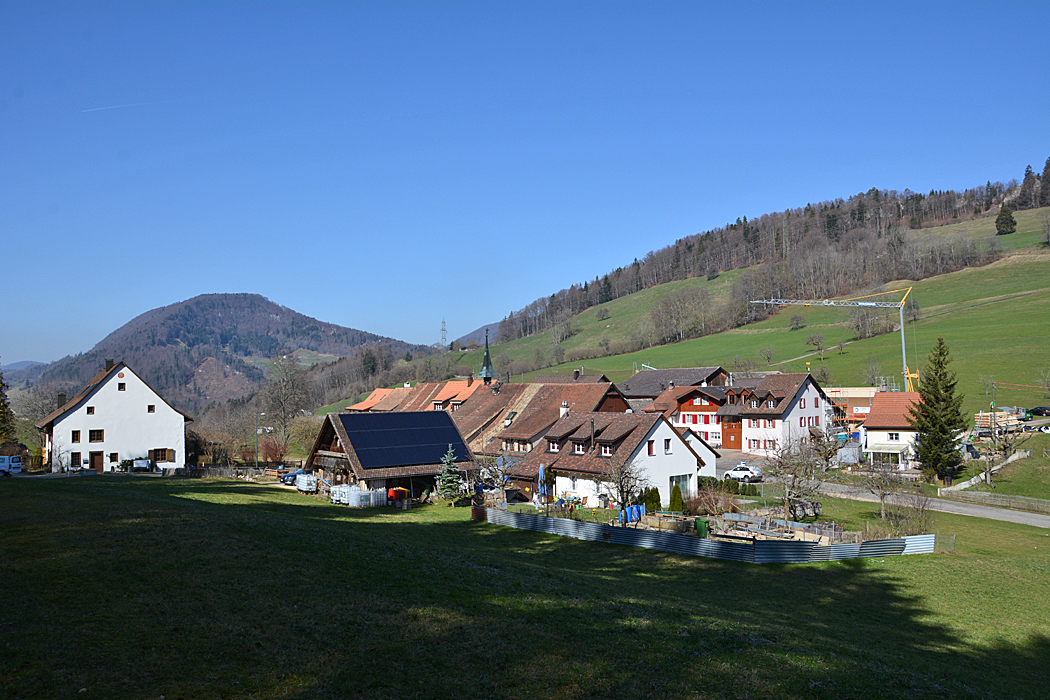
Bärenwil bei Langenbruck

Im Weiler selber steht heute nur noch ein aktiv bewirtschafteter Landwirtschaftsbetrieb. Bärenwil verfügt im Übrigen über ein Restaurant, genannt «Chilchli». Auf dessen Giebel steht ein kleiner Glockenturm mit einer etwa 100 kg schweren Glocke. Diese wurde den Bärenwilern 1833 von der Stadt Basel nach den Wirren um die Kantonstrennung wegen Bärenwils Treue zur Stadt geschenkt. Das «Chilchli» verfügt über eine Uhr mit auffälligem Zifferblatt an der Gebäude-Westfront.
Ein lokalhistorisch bekannter Maler von Juralandschaften, Dorfansichten und Höfen war der Bärenwiler Albert Schweizer (1885–1948).
Von Bärenwil führen Nebenstrassen über die Höhenzüge des Juras (u. a. Santelhöchi) nach Egerkingen resp. Hägendorf. Bei Stau auf der Autobahn A2 (Belchentunnel) wird Bärenwil daher von Schleichverkehr betroffen. Bärenwil verfügt derzeit über eine Anbindung an den öffentlichen Verkehr, die Buslinie 555 der BOGG von Hägendorf nach Langenbruck fährt im Sommer am Wochenende 1× pro Richtung und Tag die Haltestelle Bärenwil, Chilchli an.

## Wappen
Das Wappen ist eine junge Schöpfung. Es wurde von der Gemeindeversammlung am 5. März 1939 gutgeheissen. Das Agnus Dei (Lamm Gottes) erinnert, wie das Wappen Bennwils, an das frühere Kloster Schönthal. Das Sinnbild des Lammes entspricht aber nicht dem alten Klosterwappen (Schutzpatronin war die hl. Maria), doch kommt es 1225 im Siegel des Benediktinerklosterpropstes vor. Es ziert auch die Taufschale aus dem Kloster Schönthal, die sich in der Kirche von Bennwil befindet. Mit der stilisierten «Langen Brücke» wird der alten Strasse gedacht. Die Wappenfarben betonen die ehemalige Zugehörigkeit zur Herrschaft Frohburg.

## Persönlichkeiten
- Henry Detwiller (1795–1887), geboren in Langenbruck. Mediziner, Chirurg, Homöopath und Botaniker
- Martin Bider (1812–1878), Mediziner, Politiker und Hauptinitiant der Waldenburgerbahn
- Heinrich Jenny (1824–1891), Zeichner, Historienmaler, Illustrator und Zeichenlehrer
- Daniel Schneider (1825–1910), Lehrer und Politiker
- Arnold Jenny (1831–1881), Maler
- Albert Schweizer (1885–1948), Maler
- Oskar Bider (1891–1919), Aviatikpionier
- Julie Helene Bider[9] (1894–1919), erste Baselbieter Kinofilm-Schauspielerin (vgl. Stummfilme: «Frühlingsmanöver»[10] und «Der Bergführer»[11])
- Martin Alfred Christ (1900–1979), Maler, Zeichner, Grafiker und Kunstpädagoge
- Felix Burckhardt (1906–1992), Jurist und Dichter in Basler Mundart (Pseudonym Blasius)
- Pierre Graber (1908–2003), Schweizer Bundesrat von 1970 bis 1978
- Georg Martz (1923–2007), Mediziner und Hochschullehrer
- Jakob Christ (1926–2008), Psychiater
- Václav Šprungl (1926–1993), tschechischer Maler und Grafiker

## Bilder

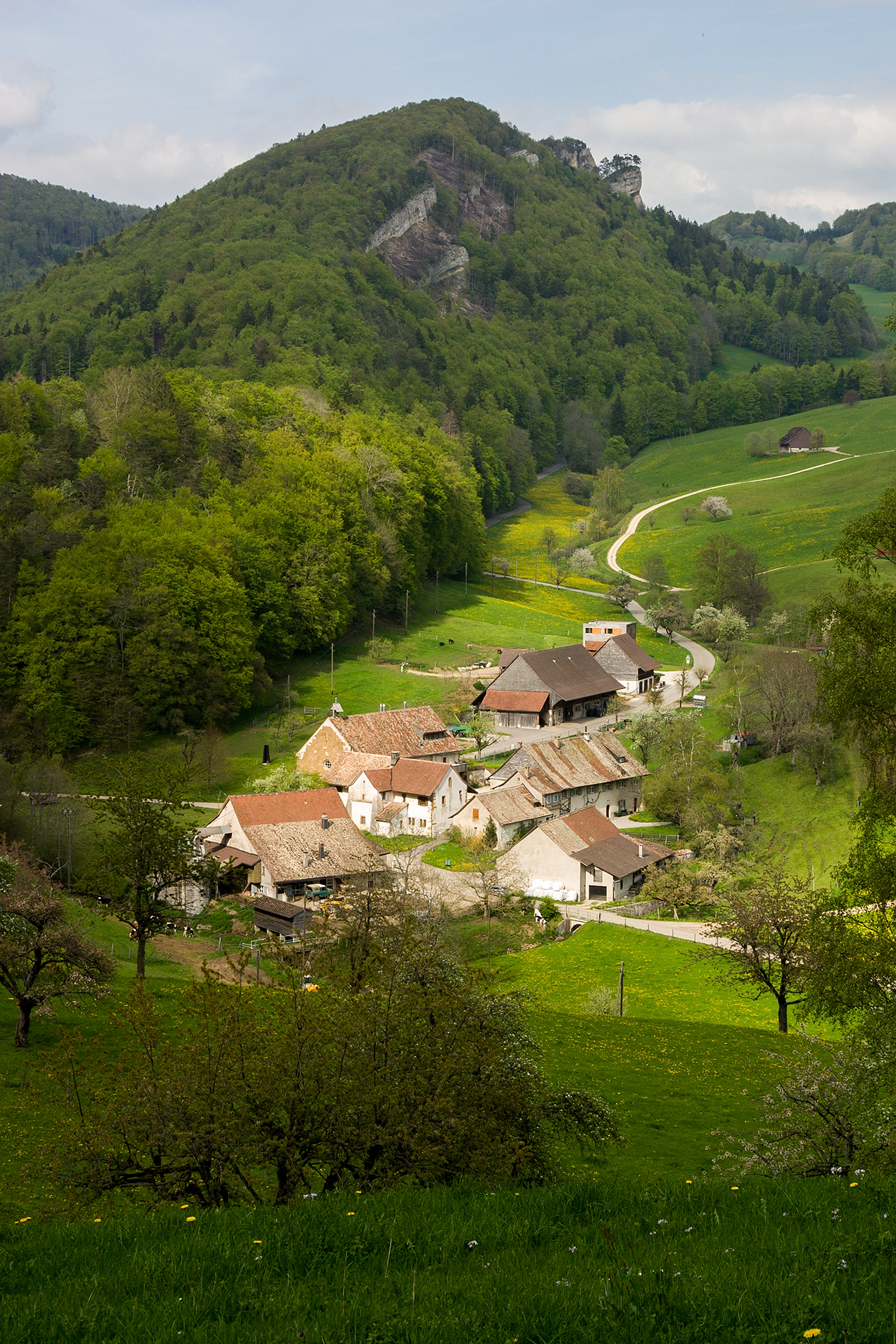
Schöntal mit Kloster
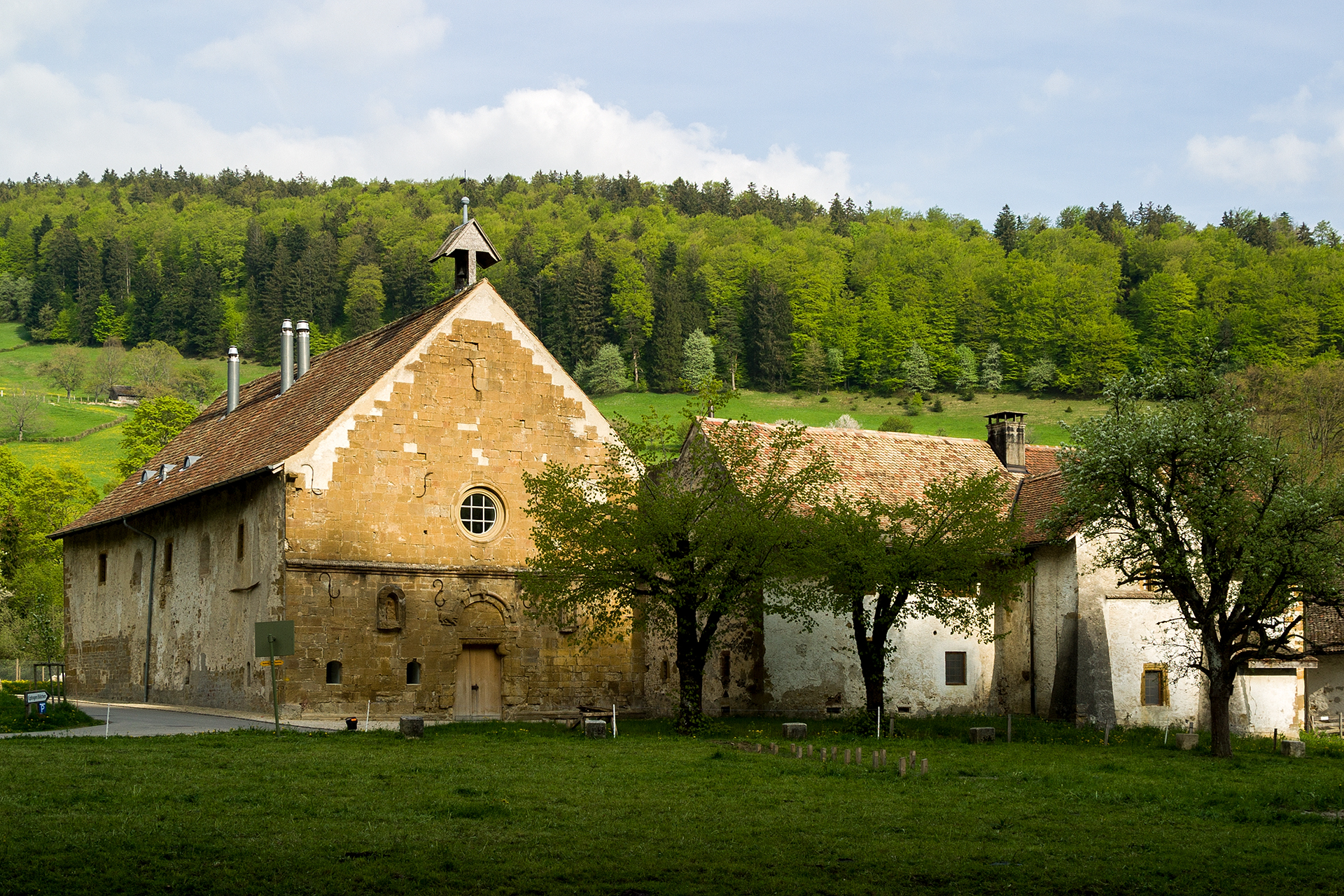
Kloster Schöntal
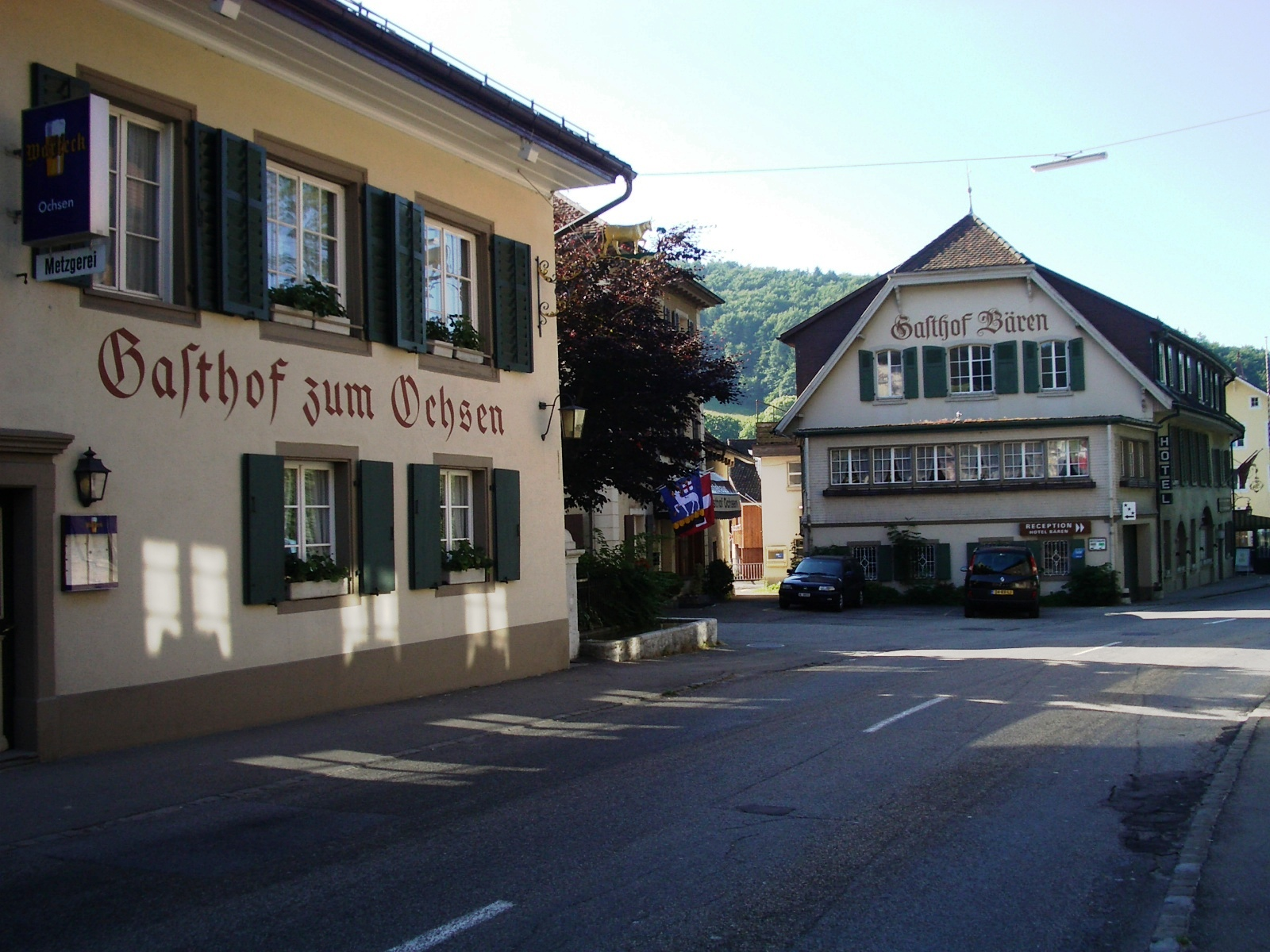
Wirtshäuser an der Passstrasse
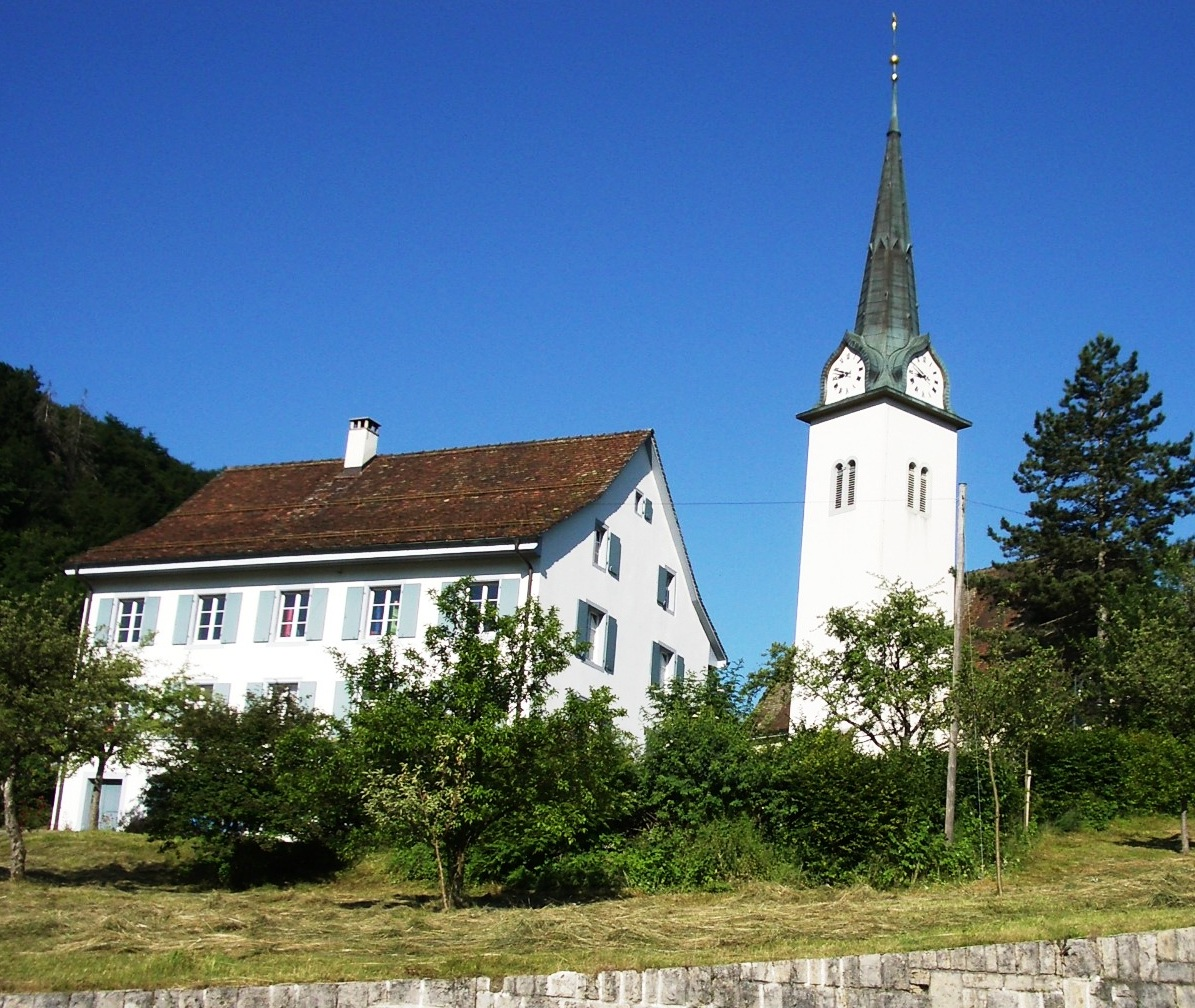
Kirche
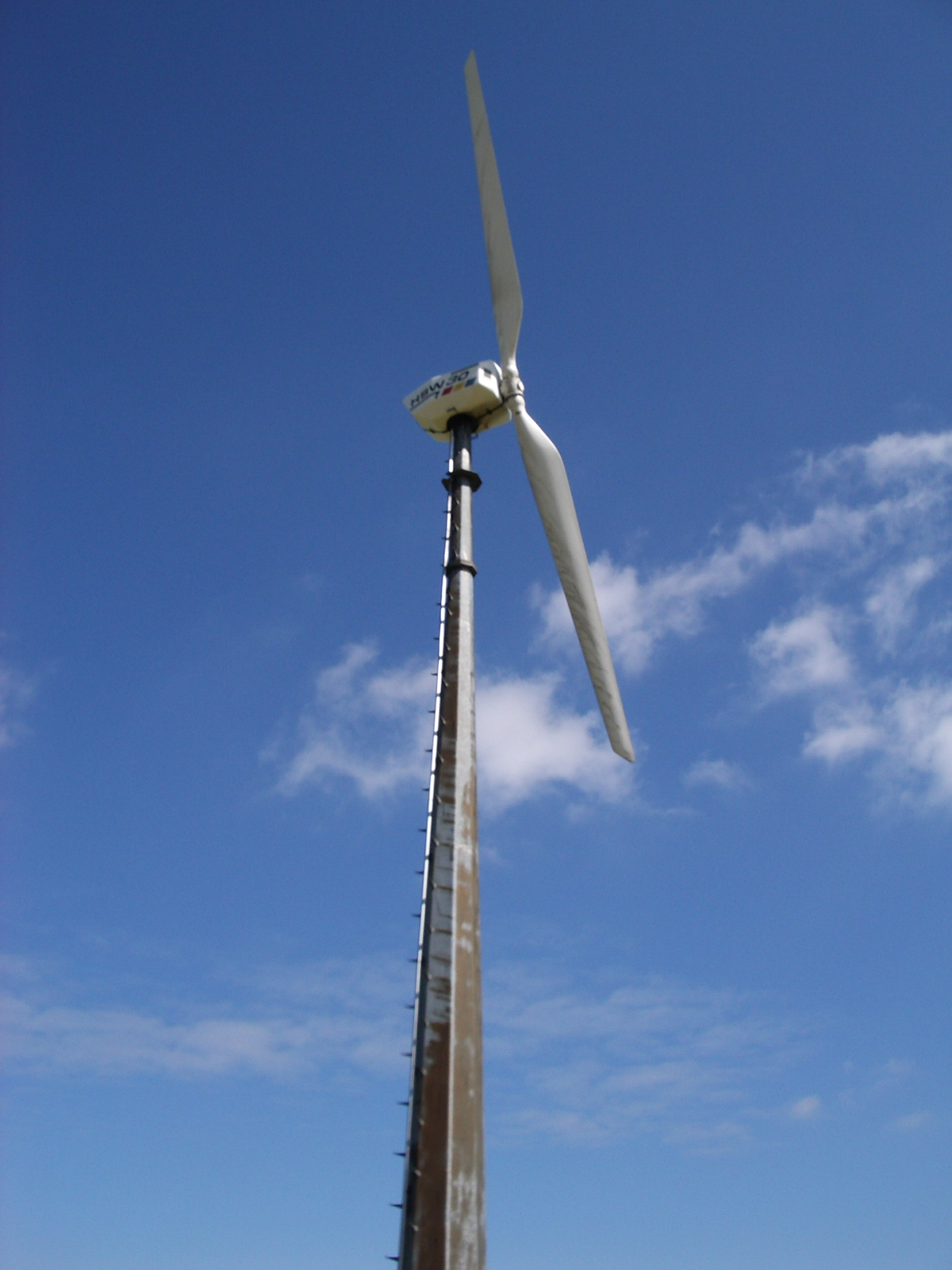
Ökozentrum: WKA Sool – erste netzgekoppelte Windkraftanlage der Schweiz, in Betrieb von 1986 bis 2019
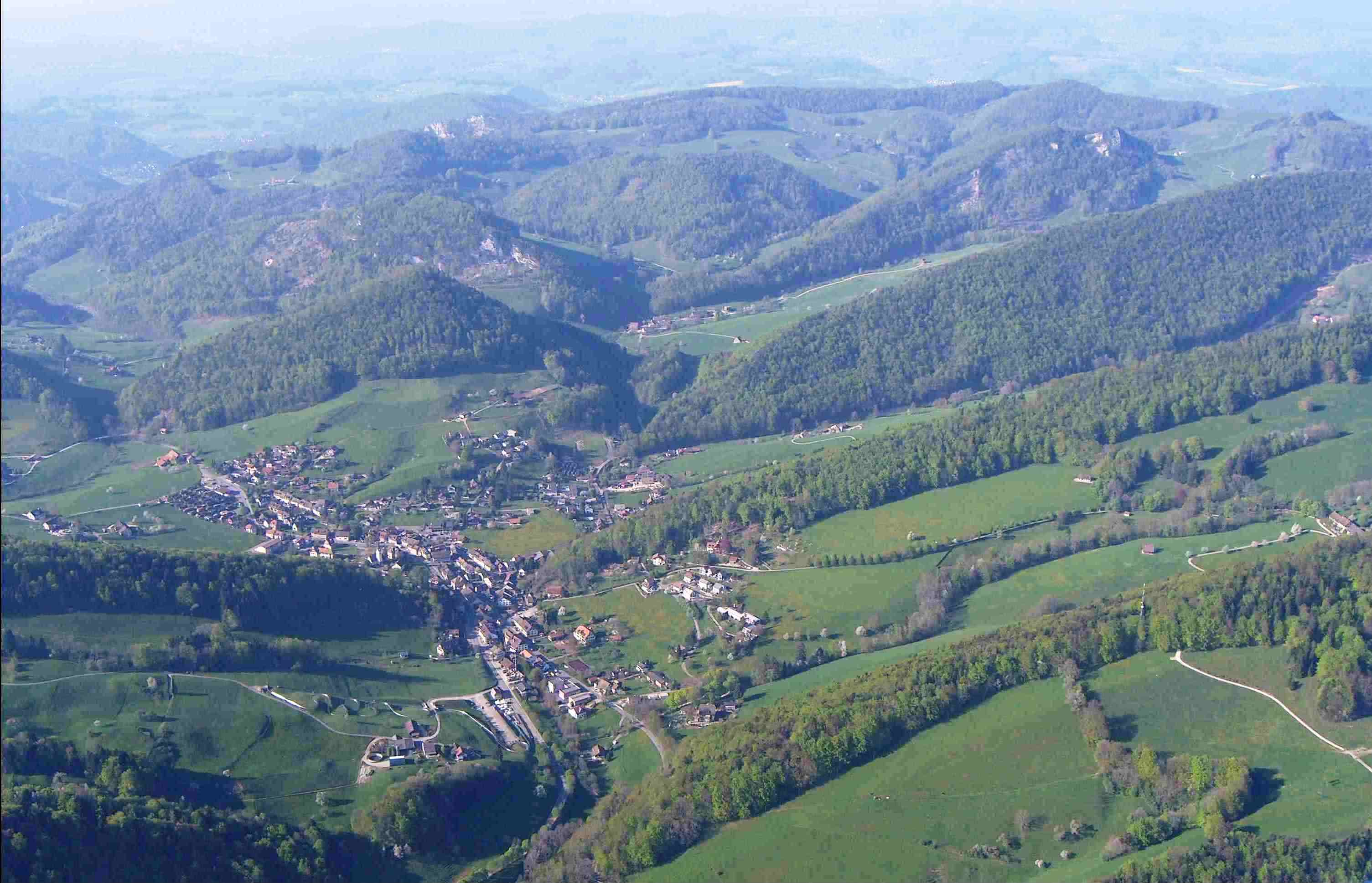
Luftaufnahme